# Естественный отбор
«Естественный отбор» — другий студійний альбом Стаса Шурінса, виданий 13 листопада 2013 року. Альбом було представлено у Київському нічному клубі «Beton». Того ж дня відбувся випуск синглу «Пока ты со мной» та презентація кліпу до нього. До альбому увійшли 12 композицій, виконані російською та англійською мовами та бонусна пісня feat Giacomo - Водопад Времени.

## Відмінність від«Раунд 1»
Сам співак стверджує, що альбом «Естественный отбор» є його першим сольним альбомом.
|                                     | «Почему мы делаем такой акцент на том, что этот альбом - ПЕРВЫЙ сольный, хотя есть альбом «Раунд І»? Дело в том, что «Раунд один» - это действительно своего рода первый раунд моей внутренней борьбы с творческим эго. Когда перед человеком стоит выбор, какой путь ему ближе - предельная честность перед самим собой и зрителем, а потом уже коммерческий успех, либо быстрая популярность и коммерция, а «когда-нибудь потом я расскажу, что я на самом деле чувствовал и думал». Мне удалось расставить приоритеты и победить в себе тщеславие и жажду славы, поставив на их место пусть еще сырую и далеко не столь монументальную, но откровенную, чистую и наполненную музыку. Это и был мой «Естественный отбор». |
| — Стас Шурінс у інтерв'ю про альбом | |

## Інше
Автором усіх композицій з альбому є Стас Шурінс. Окрім пісні «Я вернусь» - Ігора Талькова , та пісні "Берега" - Поздняков Є.
Девізом альбому є речення: Life, Love And Music Must Go On! (укр. Життя, любов та музика мають тривати!).

## Список композицій
| #   | Назва                             | Тривалість |
| --- | --------------------------------- | ---------- |
| 1.  | «Ты моё»                          | 3:49       |
| 2.  | «Берега»                          | 3:48       |
| 3.  | «Водопад времени»                 | 3:58       |
| 4.  | «Я вернусь»                       | 3:36       |
| 5.  | «Небо-Кровь»                      | 3:17       |
| 6.  | «I Don`t Care»                    | 3:07       |
| 7.  | «Тормози»                         | 3:37       |
| 8.  | «Take»                            | 3:30       |
| 9.  | «I.P.O.D.»                        | 3:49       |
| 10. | «Maniak»                          | 3:54       |
| 11. | «Пока ты со мной»                 | 3:45       |
| 12. | «Why»                             | 3:57       |
| 13. | «feat. Giacomo - Водопад времени» | 3:58       |